# Cosmia
Cosmia is een geslacht van nachtvlinders uit de familie Noctuidae.

## Soorten
- C. achatina Butler, 1879
- C. affinis (Linnaeus, 1767) - donkere iepenuil
- C. alumna Saalmüller, 1891
- C. angulifera Boursin, 1957
- C. calami (Harvey, 1876)
- C. camptostigma Ménétriés, 1859
- C. canescens Behr, 1885
- C. cara Butler, 1881
- C. cinetes Dyar, 1918
- C. confinis Herrich-Schäffer, 1849
- C. diffinis (Linnaeus, 1767) - iepenuil
- C. exigua Butler, 1881
- C. flavifimbria Hampson, 1910
- C. foveata Pagenstecher, 1888
- C. grisescens Warren, 1912
- C. hangrongtzuooi Ronkay & Ronkay, 1999
- C. inconspicua Draudt, 1950
- C. jankowskii Oberthür, 1884
- C. ledereri (Staudinger, 1897)
- C. limacodina Sugi, 1997
- C. limopa Saalmüller, 1891
- C. mali Sugi, 1982
- C. moderata Staudinger, 1888
- C. monotona (Hampson, 1914)
- C. natalensis (Prout A. E., 1925)
- C. ochreimargo Hampson, 1894
- C. olivescens Hampson, 1910
- C. poecila Hreblay & Ronkay, 1997
- C. polymorpha Pinhey, 1968
- C. pyralina (Denis & Schiffermüller, 1775) - maanuiltje

- C. restituta Walker, 1856
- C. sanguinea Sugi, 1955
- C. spurcopyga Alphéraky, 1895
- C. subtilis Staudinger, 1888
- C. trapezina (Linnaeus, 1758) - hyena
- C. trapezinula Filipjev, 1927
- C. trilineata (Motschulsky, 1860)
- C. unicolor Staudinger, 1892

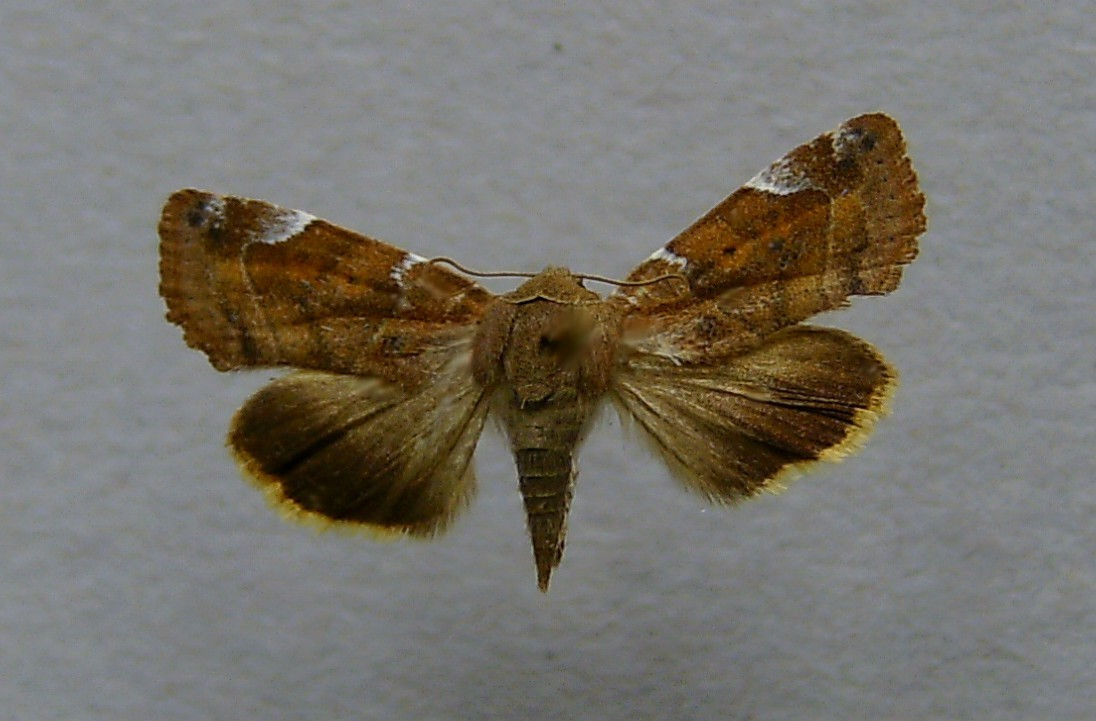
Donkere iepenuil (Cosmia affinis)
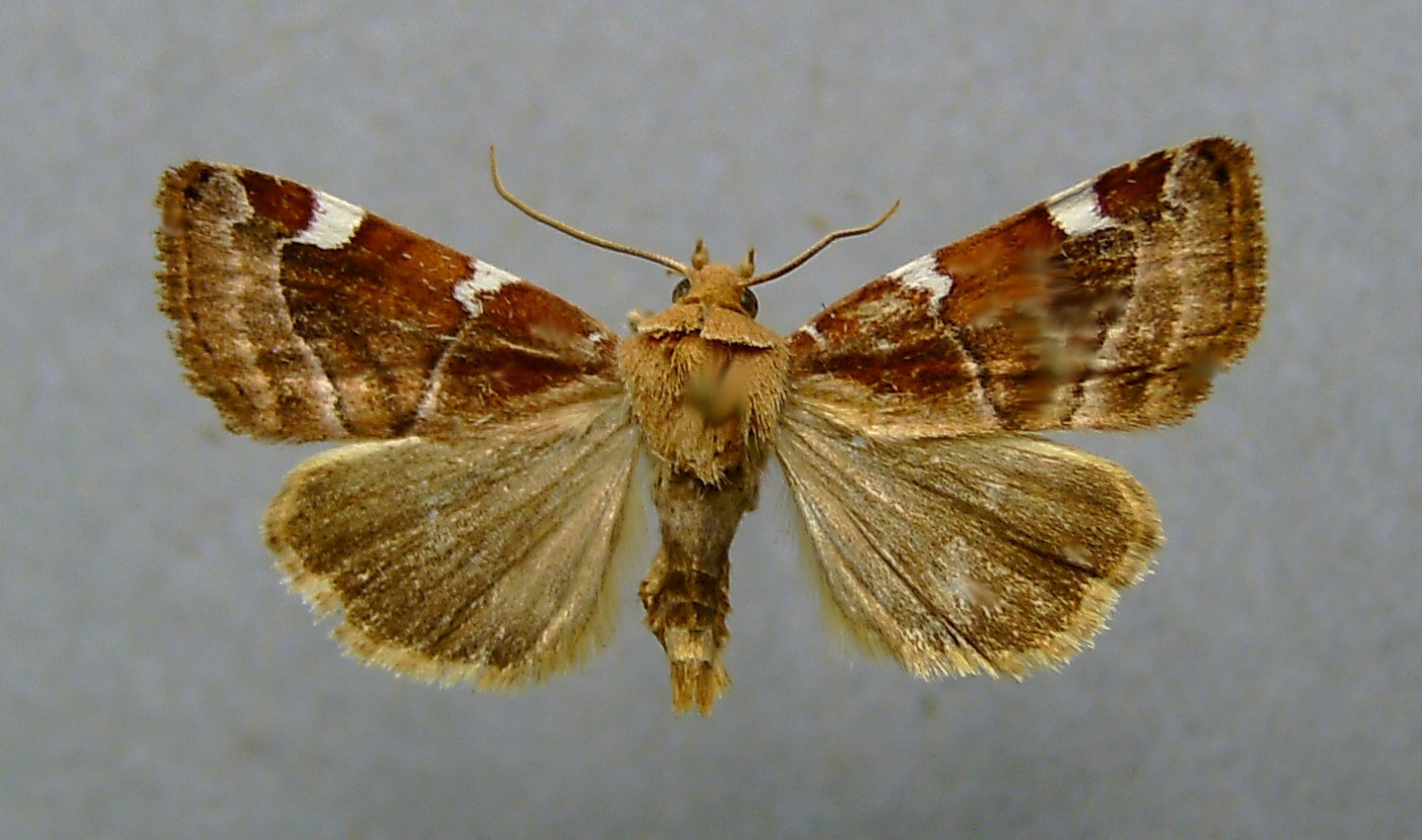
Iepenuil (Cosmia diffinis)
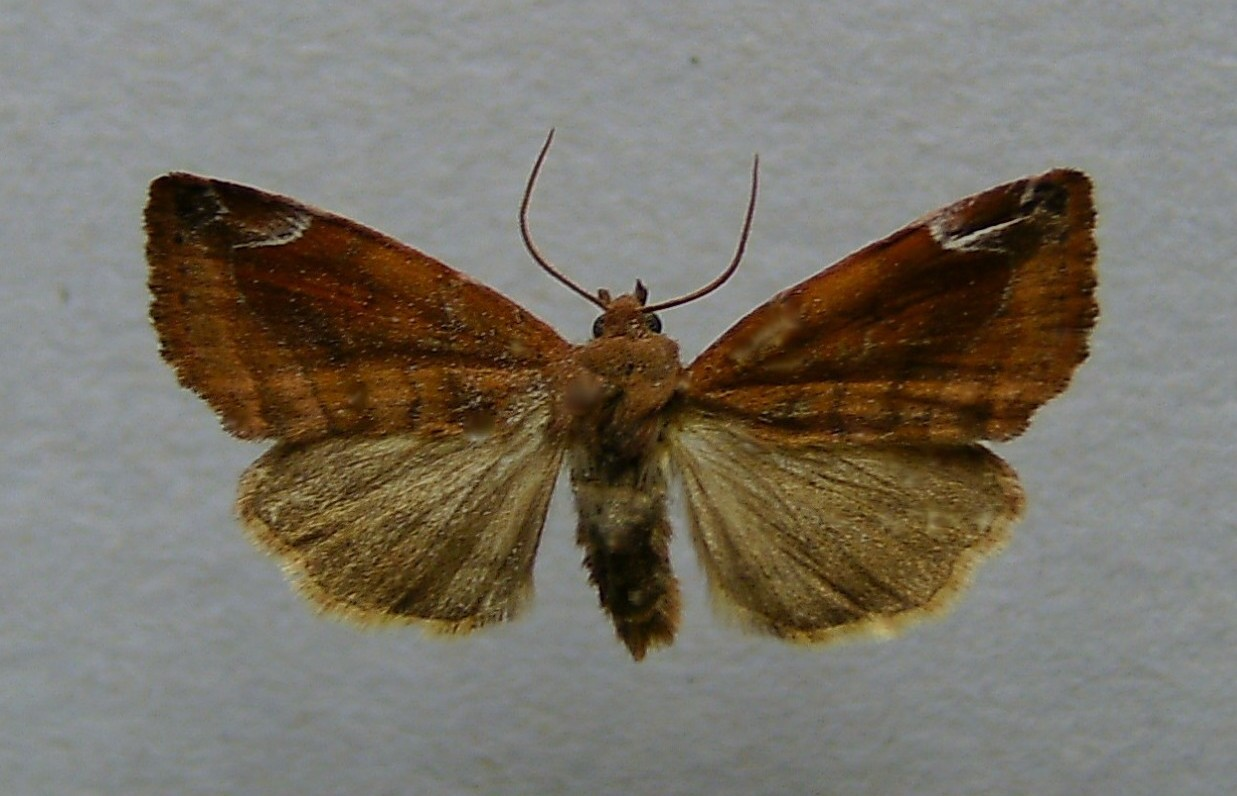
Maanuiltje (Cosmia pyralina)